# Maserati Quattroporte
Maserati Quattroporte — спортивные седаны класса «люкс», которые изготовляются итальянской компанией Maserati с 1963 года. В переводе с итальянского «Quattroporte» означает «четыре двери». В настоящее время существует шесть поколений Maserati Quattroporte.

## Quattroporte I
Первое поколение спортивного седана Quattroporte было представлено публике на автосалоне в Турине в 1963 году, одновременно с моделью Maserati Mistral. Модель, разработанная под руководством дизайнера Пьетро Фруа стала первым седаном компании Maserati. Пятиметровый стальной кузов был произведен на заводе Vignale. На первых экземплярах автомобиля устанавливался двигатель V8 объемом 4,1 литра и мощностью 260 л. с.. Этот двигатель позволял разгоняться Quattroporte до 100 км/ч за 8 секунд, а максимальная скорость составляла 225 км/ч. В 1968 году стали устанавливать также двигатель 4,8 литра мощностью 290 л. с., который позволил увеличить максимальную скорость до 250 км/ч. Оба двигателя комплектовались пятиступенчатой механической коробкой передач фирмы ZF Friedrichshafen AG или трехступенчатой автоматической коробкой передач фирмы BorgWarner. Подвеска была двухрычажная спереди и зависимая конструкция De Dion сзади. Автомобиль выделялся не только высокими техническими данными, но и высококачественной отделкой салона и богатым оснащением, например, кондиционер или электрические стеклоподъёмники.
Всего было выпущено 772 экземпляра Quattroporte до 1970 года. Среди первых владельцев были такие известные люди, как Питер Устинов, Энтони Куин, Марчелло Мастроянни и принц Монако Ренье III.
Выпуск этого автомобиля позволил марке Maserati конкурировать с такими моделями, как Facel Vega и Lagonda Rapide, которые были популярны у любителей быстрой езды по новым европейским автобанам.

## Quattroporte II
Quattroporte второго поколения дебютировал на Парижском автосалоне в октябре 1974 года. Модель в техническом плане очень сильно отличалась от предшественника. Автомобиль разрабатывался в годы, когда компанией Maserati владела компания Citroen.
Седан увеличился в длине на 200 мм до 5200 мм, колесная база увеличилась до 3070 мм. Автомобиль стал переднеприводным и базировался на платформе Citroen SM с гидропневматической подвеской. Двигатели были доступны только шестицилиндровые объёмом 3,0 литра (190 л. с.) и 3,2 литра (200 л. с.), которые также устанавливали на Citroen SM. В связи с топливным кризисом в Европе спрос на спортивные автомобили резко упал и было реализовано всего 13 экземпляров Quattroporte до 1976 года.

## Quattroporte V (2003—2013)
Пятое дебютировало на Франкфуртском автосалоне 9 сентября 2003 года и впервые было представлено в США на Pebble Beach Concours d'Elegance 2003 года; производство началось в 2003 году. Дизайн экстерьера и интерьера был разработан тогдашним главным дизайнером Pininfarina Кеном Окуямой. Последний M139 Quattroporte был построен 20 декабря 2012 года.
Построенный на совершенно новой платформе под названием M139, он был на 50 см (19,7 дюйма) длиннее своего предшественника и имел на 40 см (15,7 дюйма) более длинную колесную базу. Та же архитектура позже легла в основу купе и кабриолетов GranTurismo и GranCabrio.
Первоначально Quattroporte был оснащен усовершенствованным атмосферным двигателем V8 объемом 4,2 литра с сухим картером, который использовался в Maserati Coupé, с увеличенной мощностью 400 л. с. (294 кВт; 395 л. с.) и новым черным пластиковым впускным коллектором вместо алюминиевого литого. Из-за большего веса по сравнению с Coupé и Spyder, время разгона Quattroporte от 0 до 100 км/ч (0–62 миль/ч) составляет 5,2 секунды, а максимальная скорость составляет 275 км/ч (171 миль/ч).
В 2006 году было выпущено более 5000 автомобилей.

## Quattroporte VI
Последнее и шестое поколение Quattroporte было представлено в начале 2013 года. С колесной базой 3171 мм (124,8 дюйма) это значительно большее транспортное средство, чем любой из его предшественников, что отличает его от меньшего Ghibli, который разделяет его основу. Выбор двигателей включает бензиновые двигатели V6 и V8 с двойным турбонаддувом, а также турбодизельный V6. Производство закончилось в конце 2023 года, а последний модельный год был 2024 и без преемника.

## В популярной культуре
Модель шестого поколения представлена в Maserati DLC для Car Mechanic Simulator 2015.
На Quattroporte VI ездит главный герой сериала «Друзья и соседи».